# Васютин, Фёдор Кузьмич
Фёдор Кузьмич Васютин (1877 — ?) — крестьянин, депутат Государственной думы II созыва от Харьковской губернии

## Биография
Крестьянин слободы Драбышевая Лиманской волости Изюмского уезда Харьковской губернии. Учился грамоте у монахини, в дальнейшем обучался самостоятельно. Служил в лейб-гвардии гренадерском полку, принимал участие в русско-японской войне. Вышел в запас в чине зауряд-прапорщика. Занимается хлебопашеством и ведением небольшой торговли в своём селе.
7 февраля 1907 года избран в Государственную думу II созыва от общего состава выборщиков Харьковского губернского избирательного собрания. Вошёл в состав в Трудовой группы и фракции Крестьянского союза. Состоял в думской комиссии о помощи безработным и аграрной комиссии. Участвовал в прениях об отмене военно-полевых судов, выступая по аграрному вопросу, отстаивал идею принудительного отчуждения помещичьих земель.
Дальнейшая судьба и дата смерти неизвестны.

### Архивы
- Российский государственный исторический архив. Фонд 1278. Опись 1 (2-й созыв). Дело 67; Дело 541. Лисит 17 оборот.